# Альстранд, Альбин
Нильс Альбин Альстранд (швед. Nils Albin Ahlstrand; род. 10 марта 2004) — шведский футболист, полузащитник клуба «Хальмстад».

## Клубная карьера
Начал заниматься футболом в «Лейкине». Затем попал в молодёжную команду «Хальмстада». Перед началом сезона 2022 года был переведён в основной состав. Первую игру за клуб провёл 19 мая 2022 года в матче Суперэттана против «Эстера», появившись на поле в конце встречи. По итогам сезона «Хальмстад» занял второе место в турнирной таблице и вышел в Алльсвенскан. 2 апреля 2023 года во встрече первого тура нового сезона с   АИК дебютировал в чемпионате Швеции, выйдя на замену в компенсированное ко второму тайму время вместо Амир аль-Аммари.

## Личная жизнь
Старший брат, Эрик, также профессиональный футболист.

## Достижения
Хальмстад
- Второе место Суперэттана: 2022

## Клубная статистика
| Выступление      | Выступление      | Выступление      | Лига | Лига | Кубки | Кубки | Конт. кубки | Конт. кубки | Итого | Итого |
| Клуб             | Лига             | Сезон            | Игры | Голы | Игры  | Голы  | Игры        | Голы        | Игры  | Голы  |
| ---------------- | ---------------- | ---------------- | ---- | ---- | ----- | ----- | ----------- | ----------- | ----- | ----- |
| Хальмстад        | Суперэттан       | 2022             | 4    | 0    | 1     | 0     | 0           | 0           | 5     | 0     |
| Хальмстад        | Алльсвенскан     | 2023             | 1    | 0    | 1     | 0     | 0           | 0           | 2     | 0     |
| Хальмстад        | Итого            | Итого            | 5    | 0    | 2     | 0     | 0           | 0           | 7     | 0     |
| Всего за карьеру | Всего за карьеру | Всего за карьеру | 5    | 0    | 2     | 0     | 0           | 0           | 7     | 0     |